# مقاطعة آدامز (مسيسيبي)
مقاطعة آدامز (بالإنجليزية: Adams County, Mississippi)‏ هي مقاطعة تقع في الولايات المتحدة في مسيسيبي.

## أعلام
- ويليام إل. براندون
- فرانك ألكسندر مونتجومري